# Campeonato Europeo de Judo de 2018
El LXVI Campeonato Europeo de Judo se celebró en Tel Aviv (Israel) entre el 26 y el 28 de abril de 2018 bajo la organización de la Unión Europea de Judo (EJU) y la Federación Israelita de Judo.
Las competiciones se realizaron en el Pabellón 2 del Centro de Conferencias de Tel Aviv.

## Calendario
| Fecha→ Categoría ↓ | Ju 26 | Vi 27 | Sá 28 |
| ------------------ | ----- | ----- | ----- |
| –60 kg             | ●     |       |       |
| –66 kg             | ●     |       |       |
| –73 kg             |       | ●     |       |
| –81 kg             |       | ●     |       |
| –90 kg             |       |       | ●     |
| –100 kg            |       |       | ●     |
| +100 kg            |       |       | ●     |

| Fecha→ Categoría ↓ | Ju 20 | Vi 21 | Sá 22 |
| ------------------ | ----- | ----- | ----- |
| –48 kg             | ●     |       |       |
| –52 kg             | ●     |       |       |
| –57 kg             | ●     |       |       |
| –63 kg             |       | ●     |       |
| –70 kg             |       | ●     |       |
| –78 kg             |       |       | ●     |
| +78 kg             |       |       | ●     |

## Medallistas

### Masculino
| Evento          | Oro                             | Plata                       | Bronce                                                         |
| --------------- | ------------------------------- | --------------------------- | -------------------------------------------------------------- |
| –60 kg (26.04)  | Islam Yashuyev · Rusia          | Yanislav Guerchev Bulgaria  | Beslan Mudranov · Rusia · Ashley McKenzie · Reino Unido        |
| –66 kg (26.04)  | Adrian Gomboc Eslovenia         | Matteo Medves · Italia      | Dzmitri Shershan · Bielorrusia · Tal Flicker · Israel          |
| –73 kg (27.04)  | Ferdinand Karapetian Armenia    | Hidayət Heydərov Azerbaiyán | Tommy Macias · Suecia · Bilal Çiloğlu · Turquía                |
| –81 kg (27.04)  | Sagi Muki Israel                | Sami Chouchi · Bélgica      | Aslan Lappinagov · Rusia · Antonio Esposito · Italia           |
| –90 kg (28.04)  | Mijail Igolnikov · Rusia        | Nemanja Majdov Serbia       | Nikoloz Sherazadishvili · España · Theódoros Tselidis · Grecia |
| –100 kg (28.04) | Toma Nikiforov · Bélgica        | Cyrille Maret Francia       | Peter Paltchik Israel Zelim Kotsoyev Azerbaiyán                |
| +100 kg (28.04) | Lukáš Krpálek · República Checa | Tamerlan Bashayev · Rusia   | Henk Grol · Países Bajos · Stephan Hegyi · Austria             |

### Femenino
| Evento         | Oro                         | Plata                             | Bronce                                                           |
| -------------- | --------------------------- | --------------------------------- | ---------------------------------------------------------------- |
| –48 kg (26.04) | Irina Dolgova · Rusia       | Éva Csernoviczki · Hungría        | Milica Nikolić · Serbia · Maryna Cherniak · Ucrania              |
| –52 kg (26.04) | Natalia Kuziutina · Rusia   | Distria Krasniqi Kosovo           | Evelyne Tschopp · Suiza · Guefen Primo · Israel                  |
| –57 kg (26.04) | Nora Gjakova Kosovo         | Theresa Stoll · Alemania          | Telma Monteiro · Portugal · Anastasiya Konkina · Rusia           |
| –63 kg (27.04) | Clarisse Agbegnenou Francia | Tina Trstenjak Eslovenia          | Lucy Renshall · Reino Unido · Martyna Trajdos · Alemania         |
| –70 kg (27.04) | Kim Polling · Países Bajos  | Sally Conway Reino Unido          | Gemma Howell · Reino Unido · Michaela Polleres · Austria         |
| –78 kg (28.04) | Madeleine Malonga Francia   | Audrey Tcheuméo Francia           | Natalie Powell · Reino Unido · Anna-Maria Wagner · Alemania      |
| +78 kg (28.04) | Romane Dicko Francia        | Larisa Cerić Bosnia y Herzegovina | Tessie Savelkouls · Países Bajos · Yelyzaveta Kalanina · Ucrania |

## Medallero
| Núm. | País                 | Oro | Plata | Bronce | Total |
| ---- | -------------------- | --- | ----- | ------ | ----- |
| 1    | Rusia                | 4   | 1     | 3      | 8     |
| 2    | Francia              | 3   | 2     | 0      | 5     |
| 3    | Bélgica              | 1   | 1     | 0      | 2     |
| 3    | Eslovenia            | 1   | 1     | 0      | 2     |
| 3    | Kosovo               | 1   | 1     | 0      | 2     |
| 6    | Israel               | 1   | 0     | 3      | 4     |
| 7    | Países Bajos         | 1   | 0     | 2      | 3     |
| 8    | Armenia              | 1   | 0     | 0      | 1     |
| 8    | República Checa      | 1   | 0     | 0      | 1     |
| 10   | Reino Unido          | 0   | 1     | 4      | 5     |
| 11   | Alemania             | 0   | 1     | 2      | 3     |
| 12   | Azerbaiyán           | 0   | 1     | 1      | 2     |
| 12   | Italia               | 0   | 1     | 1      | 2     |
| 12   | Serbia               | 0   | 1     | 1      | 2     |
| 15   | Bosnia y Herzegovina | 0   | 1     | 0      | 1     |
| 15   | Bulgaria             | 0   | 1     | 0      | 1     |
| 15   | Hungría              | 0   | 1     | 0      | 1     |
| 18   | Austria              | 0   | 0     | 2      | 2     |
| 18   | Ucrania              | 0   | 0     | 2      | 2     |
| 20   | Bielorrusia          | 0   | 0     | 1      | 1     |
| 20   | España               | 0   | 0     | 1      | 1     |
| 20   | Grecia               | 0   | 0     | 1      | 1     |
| 20   | Portugal             | 0   | 0     | 1      | 1     |
| 20   | Suecia               | 0   | 0     | 1      | 1     |
| 20   | Suiza                | 0   | 0     | 1      | 1     |
| 20   | Turquía              | 0   | 0     | 1      | 1     |
|      | TOTAL                | 14  | 14    | 28     | 56    |